# Walraad Frederik van Waldeck-Pyrmont

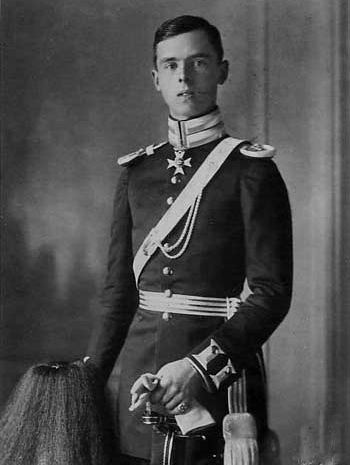
Walraad Frederik van Waldeck-Pyrmont

Victor Walraad Frederik Adolf Willem Adelbert van Waldeck-Pyrmont (Arolsen, 26 juni 1892 – Moorslede, 17 oktober 1914) was een prins uit het Huis Waldeck-Pyrmont. Hij was het enige kind uit het tweede huwelijk van George Victor van Waldeck-Pyrmont met Louise van Sleeswijk-Holstein-Sonderburg-Glücksburg en dus de halfbroer van de Nederlandse koningin Emma en de (half)oom van koningin Wilhelmina, waarbij als bijzonderheid kan worden aangemerkt dat de oom bijna twaalf jaar jonger was dan zijn nicht. 
Walraad groeide grotendeels op zonder zijn vader, die al een jaar na zijn geboorte overleed. Aan het kleine hof van Waldeck was hij samen met zijn moeder, terwijl zijn halfbroer – de regerend vorst – Fritz zich eveneens over hem ontfermde. Hij studeerde in Oxford en Grenoble, maar aangezien deze studies niet tot iets leken te leiden, werd het raadzaam geacht hem naar het leger te sturen. Hij toonde in het leger meer ambitie dan aan de universiteit en werd al snel luitenant in het Hessische Dragonder Regiment. Tijdens de Eerste Wereldoorlog vocht hij mee bij Vosges en later in de Slag bij de Marne. Hij kwam uiteindelijk om bij Moorslede, toen hij een van zijn gewonde manschappen trachtte te redden. Zijn ordonnans berichtte daar later over: 
Hij zorgde voor zijn mensen, alsof het zijn eigen volk was. Hij was onder ons zeer geliefd. U kunt zich niet voorstellen hoe verdrietig de Dragonders waren toen Zijne Hoogheid was gevallen. Hij was de beste officier van het Regiment. Hij voerde meer patrouilles uit dan wie ook, omdat hij zich zo goed kon oriënteren. Iedereen wilde wel met hem op patrouille gaan.— The New York Times, 31 oktober 1915
De prins was auteur van enkele gedichten, waaronder De Stilte van het Woud en Heimwee.